# Morning Glory Pool

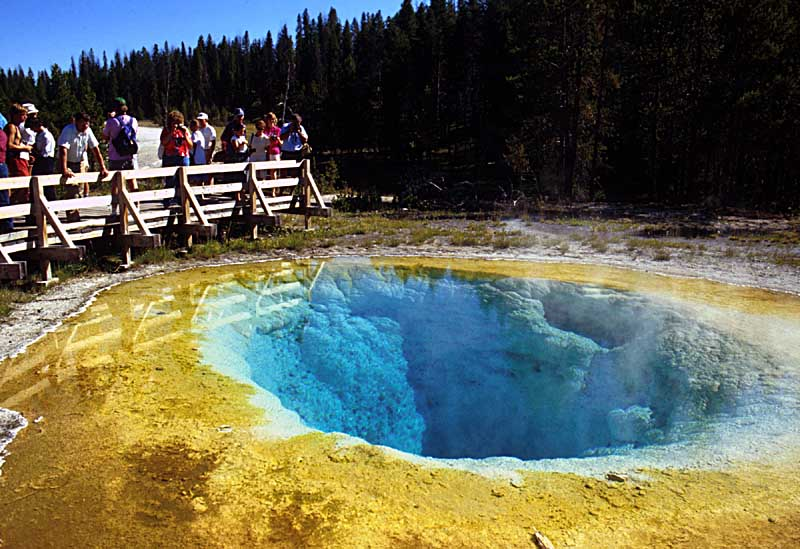
Panorama da fonte termal

Morning Glory Pool, ou Morning Glory Spring é uma nascente geotérmica na Bacia Superior de Géiseres do Parque Nacional de Yellowstone, nos Estados Unidos.

## História
O nome da nascente deve-se à Sra. E. N. McGowan, esposa do Superintendente Assistente do Parque, Charles McGowan, que a baptizou em 1883. "Convolutus" é o nome latino da flor da ipomeia,   cuja aparência se assemelha à caldeira. Contudo em 1889 e doravante, o nome Morning Glory Pool (Nascente da Glória-da-manhã) tornou-se de uso comum no parque.

## Descrição
A cor da fonte termal deve-se aos microrganismos extremófilos que vivem na água e no tapete bacteriano que cobre a superfície da nascente. Antes da década de 1960, a fonte era apenas dum azul profundo. Com o tempo, a cor mudou para amarelo brilhante e verde.
Em 2009, um grupo de investigadores determinou que os humanos são responsáveis por esta alteração. De facto, todo o tipo de objetos lançados à nascente pelos turistas, incluindo moedas, pedras e seixos, paus, braças de árvores, embalagens metálicas, etc., acabaram por bloquear parcialmente o fluxo de água quente à fonte termal. Isto causou uma descida significativa na temperatura da água, e a sua fauna microscópica alterou-se em conformidade. Os microrganismos mais recentes produzem pigmentos amarelos, verdes e alaranjados brilhantes.
Quanto à transição de cor observada na nascente, que vai do verde no centro ao laranja na periferia, esta deve-se às variações de temperatura da água no seu interior, pois a água tende a ser mais quente no centro da fonte, acolhendo assim diferentes organismos. Os efeitos ópticos são também responsáveis pelas cores observadas pelos visitantes: a profundidade da água influencia a percepção das cores..
Ainda que raramente, a Morning Glory Pool entrou em erupção como geyser, em várias ocasiões. Isto ocorre geralmente após tremores de terra ou outras atividades sísmicas próximas do Yellowstone.
A fim de restabelecer o ecossistema da nascente e desbloquear detritos, equipes de geólogos do parque, decidiram induzir erupções artificiais- o público em geral reagiu com opiniões mistas a estas intervenções.
Um placard foi posteriormente colocado pelos serviços do parque, alertando e conscientizando os visitantes para os danos ambientais causados pela ignorância e vandalismo, sugerindo que a Morning Glory está a tornar-se numa "Faded Glory."

## Galeria

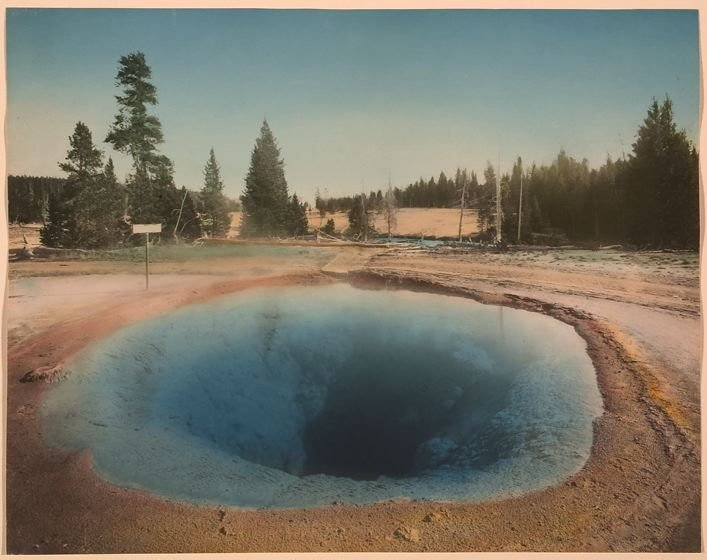
Frank Jay Haynes, c. 1890
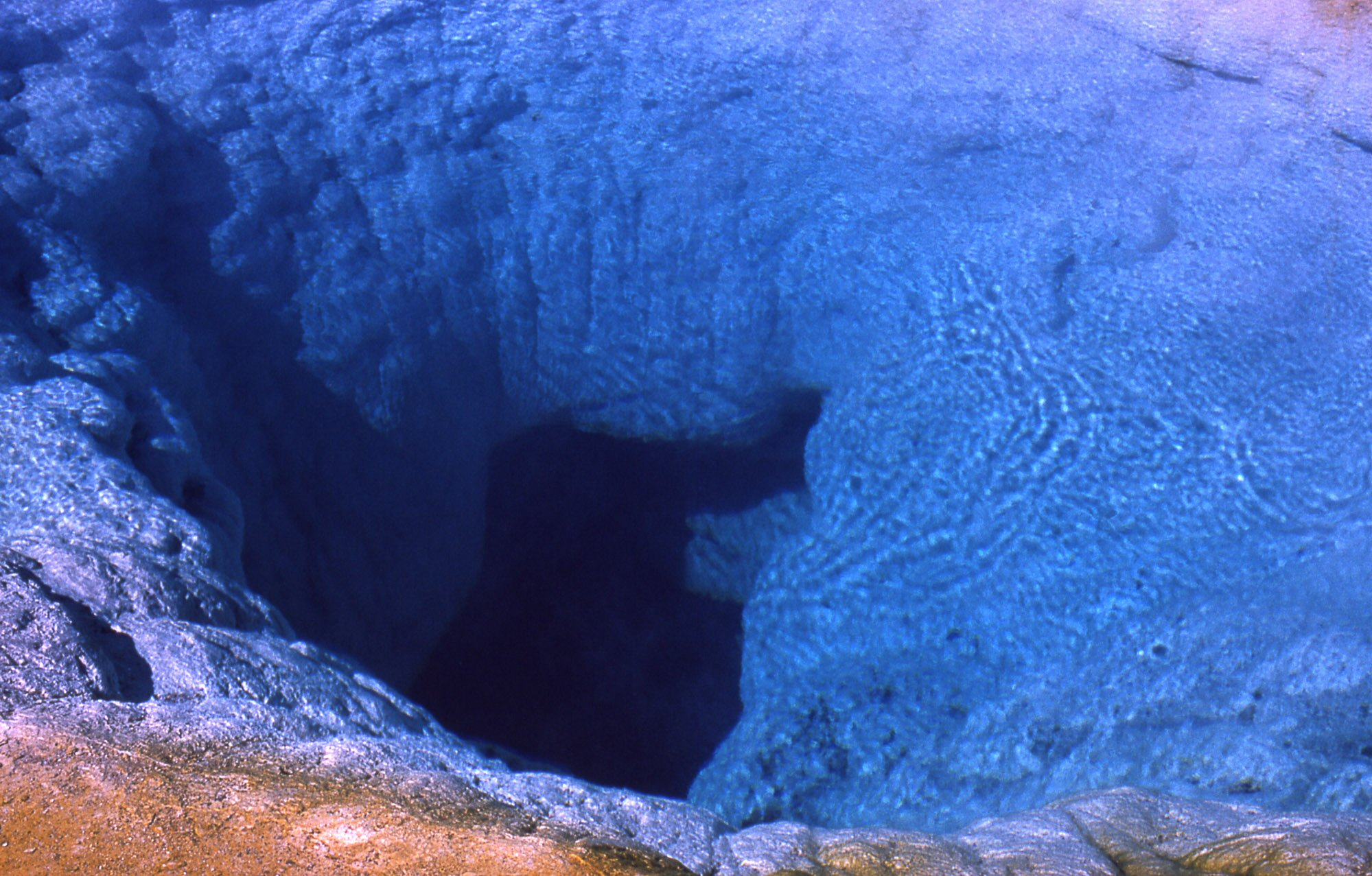
1966
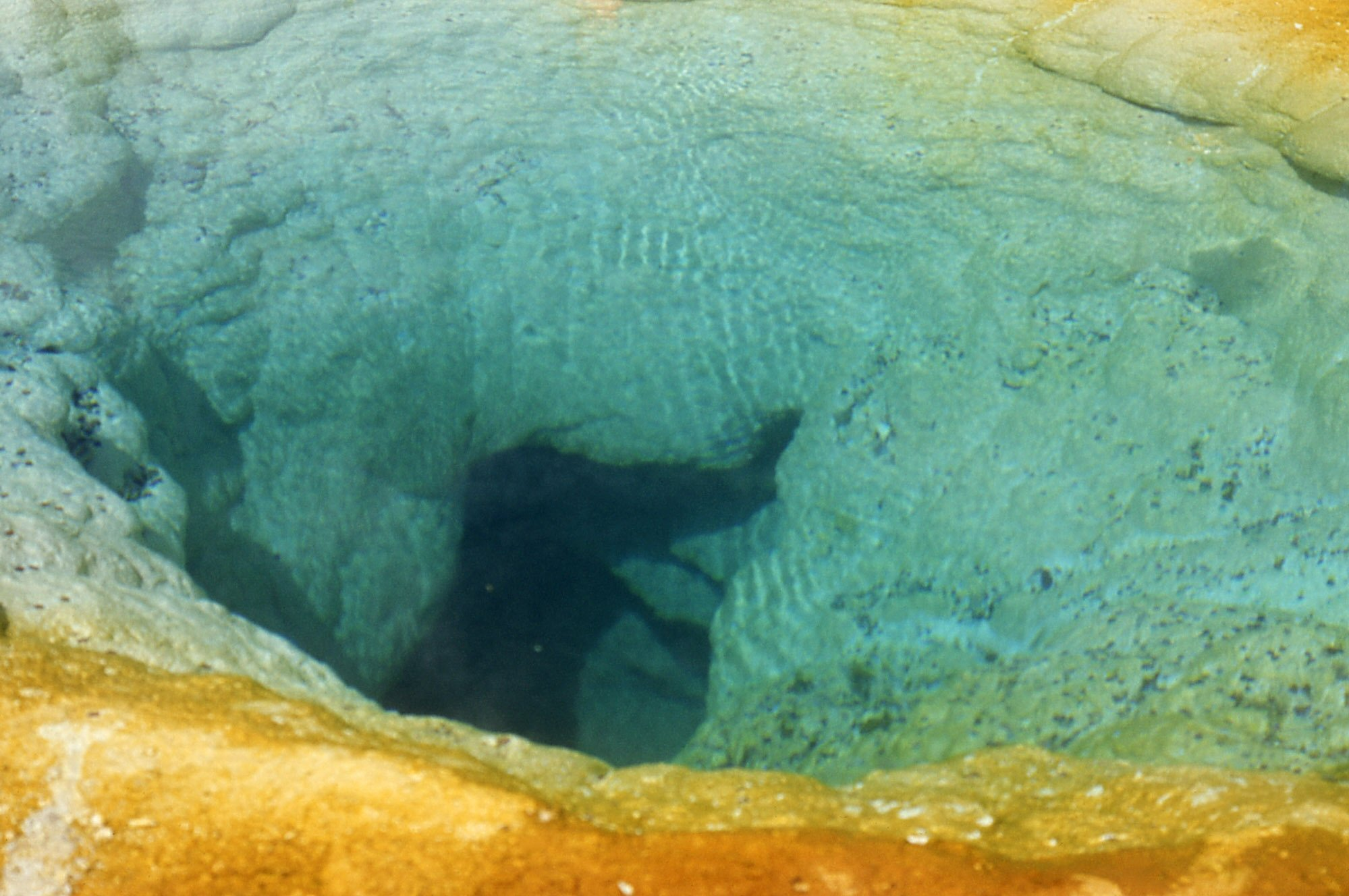
1970
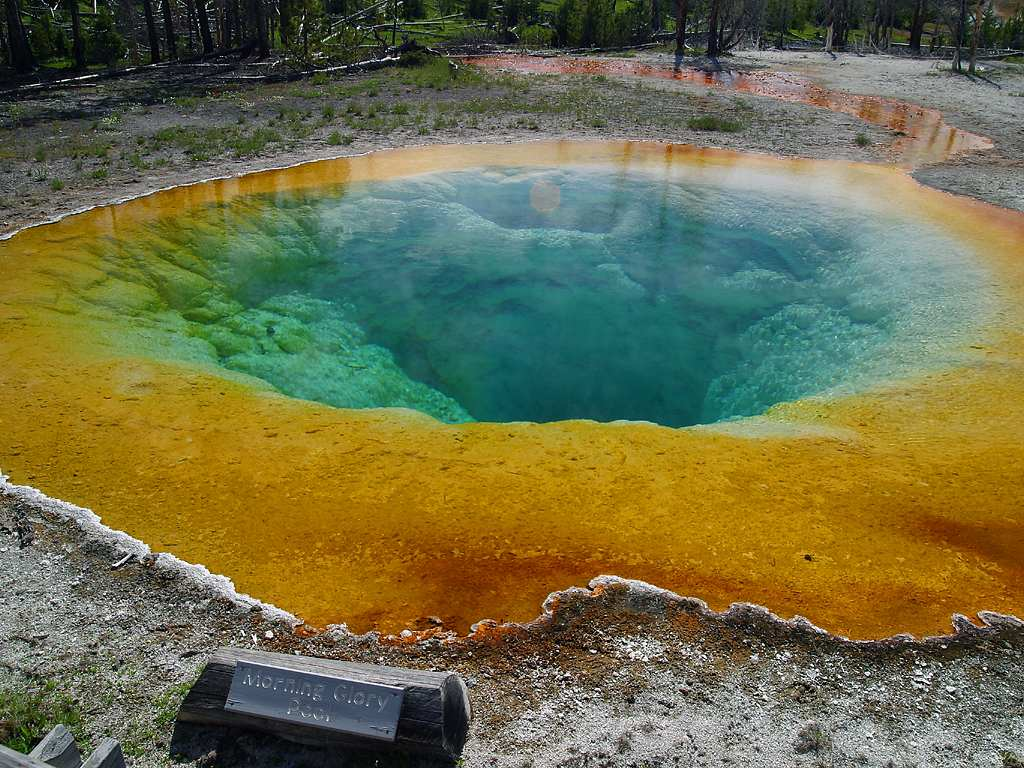
2005
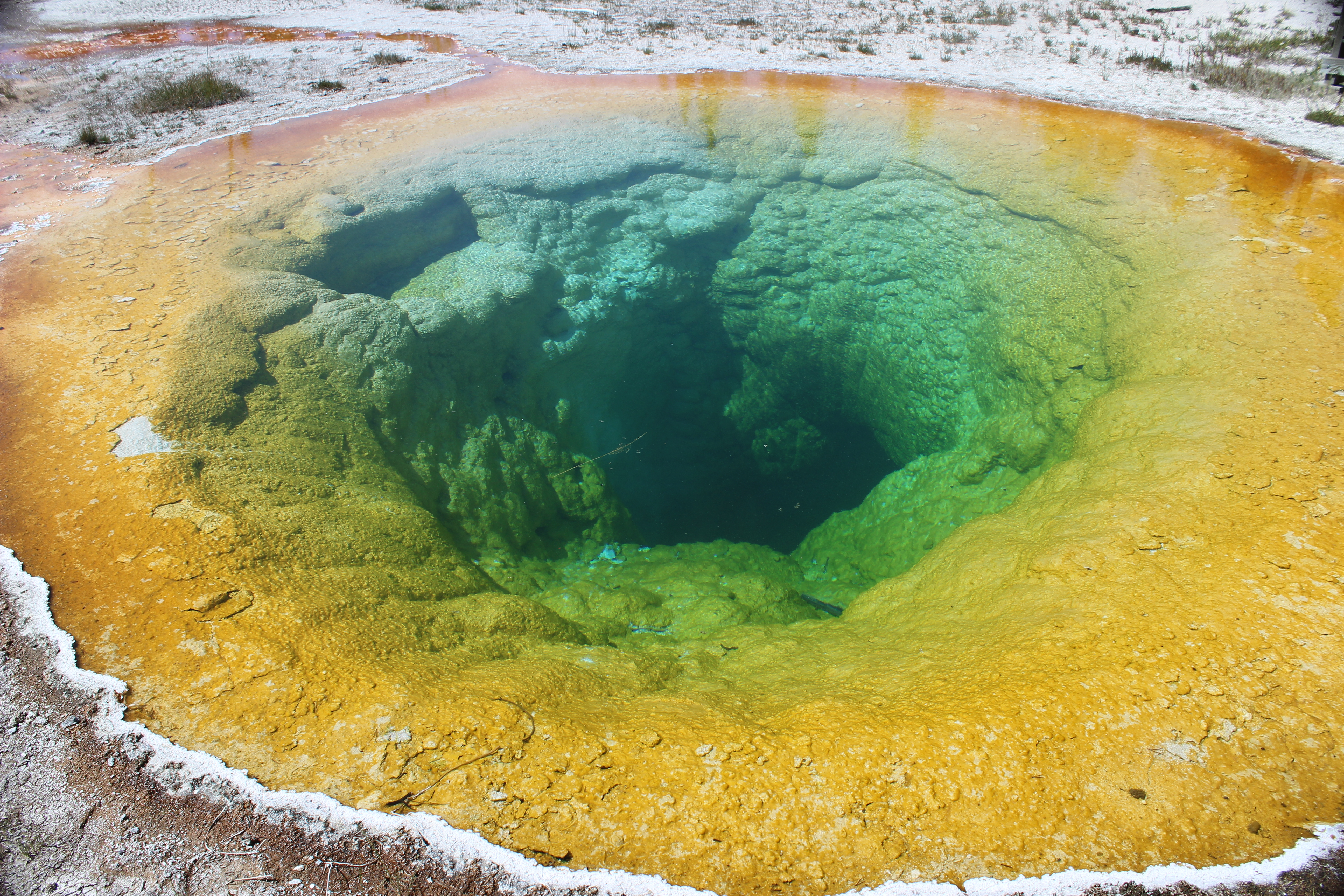
2014
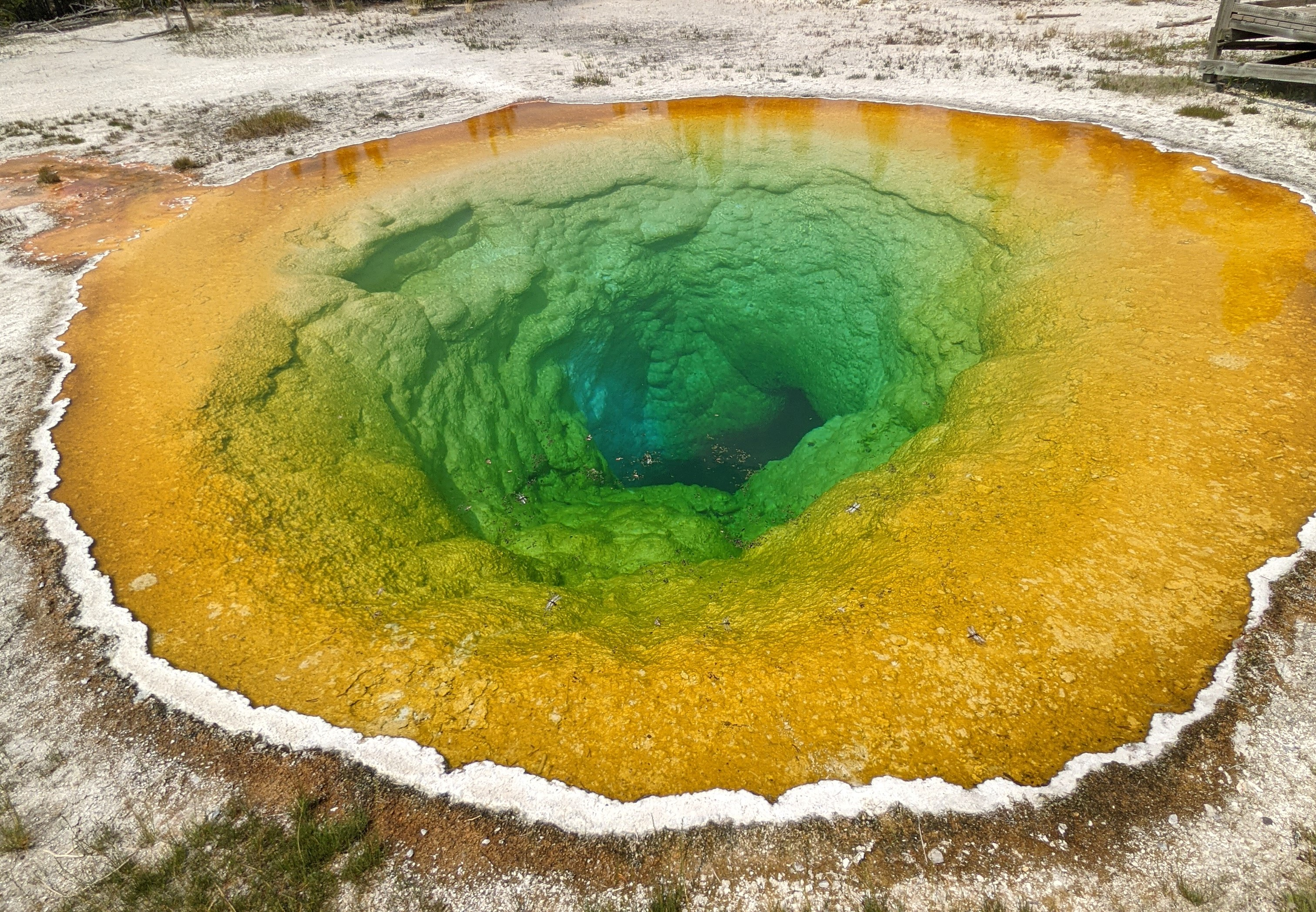
2021